# Kẻ môi giới chiến tranh
Kẻ môi giới chiến tranh (tiếng Hàn: 로비스트; Romaja: Lobiseuteu) là một bộ phim truyền hình Hàn Quốc 2007 sản xuất bởi Korea Pictures International, Inc. được chiếu trên SBS với sự tham gia của diễn viên Song Il-gook, Han Jae-suk và Jang Jin-young. Tại Việt Nam, phim từng được TVM Corp. mua bản quyền và phát sóng trên kênh HTV3.

## Phân vai
- Song Il-gook vai Harry / Kim Joo-ho
  - Lee Hyun-woo vai Joo-ho khi trẻ
- Jang Jin-young vai Maria / Yoo So-young
  - Nam Ji-hyeon vai So-young khi trẻ
- Han Jae-suk vai Kang Tae-hyuk
- Heo Joon-ho vai James Lee
- Kim Mi-sook vai Madam Chae
- Yoo Sun vai Eva / Yoo Moon-young
  - Park Eun-bin vai Moon-young khi trẻ
- Choi Ja-hye vai Karen / Kim Soo-ji

## Ratings
| Ngày       | Tập        | Toàn quốc  | Seoul      |
| ---------- | ---------- | ---------- | ---------- |
| 7-10-2007  | 1          | 12.6% (6)  | 13.8% (6)  |
| 10-10-2007 | 2          | 12.0% (9)  | 13.5% (7)  |
| 11-10-2007 | 3          | 15.7% (3)  | 16.6% (4)  |
| 11-10-2007 | 4          | 14.1% (7)  | 16.2% (5)  |
| 17-10-2007 | 5          | 14.0% (6)  | 15.3% (6)  |
| 18-10-2007 | 6          | 15.6% (7)  | 16.5% (6)  |
| 24-10-2007 | 7          | 14.4% (6)  | 15.3% (6)  |
| 25-10-2007 | 8          | 21.3% (3)  | 22.4% (3)  |
| 31-10-2007 | 9          | 14.9% (6)  | 16.2% (5)  |
| 1-11-2007  | 10         | 14.7% (6)  | 15.5% (6)  |
| 7-11-2007  | 11         | 12.3% (11) | 13.1% (8)  |
| 8-11-2007  | 12         | 12.3% (11) | 12.6% (9)  |
| 14-11-2007 | 13         | 13.3% (8)  | 13.9% (7)  |
| 15-11-2007 | 14         | 12.2% (9)  | 12.6% (8)  |
| 21-11-2007 | 15         | 11.0% (14) | 11.5% (12) |
| 22-11-2007 | 16         | 11.6% (12) | 11.8% (12) |
| 28-1-2007  | 17         | 10.5% (15) | 10.3% (16) |
| 29-11-2007 | 18         | 12.6% (11) | 12.8% (11) |
| 5-12-2007  | 19         | 10.1% (17) | 10.1% (17) |
| 6-12-2007  | 20         | 14.6% (5)  | 15.3% (3)  |
| 12-12-2007 | 21         | 12.1% (9)  | 12.5% (9)  |
| 13-12-2007 | 22         | 14.1% (8)  | 14.9% (8)  |
| 20-12-2007 | 23         | 11.6% (9)  | 12.0% (10) |
| 26-12-2007 | 24         | 11.1% (12) | 11.6% (11) |
| Trung bình | Trung bình | 13.3%      | 14.0%      |

Nguồn: TNmS Media Korea